# 加計呂麻島

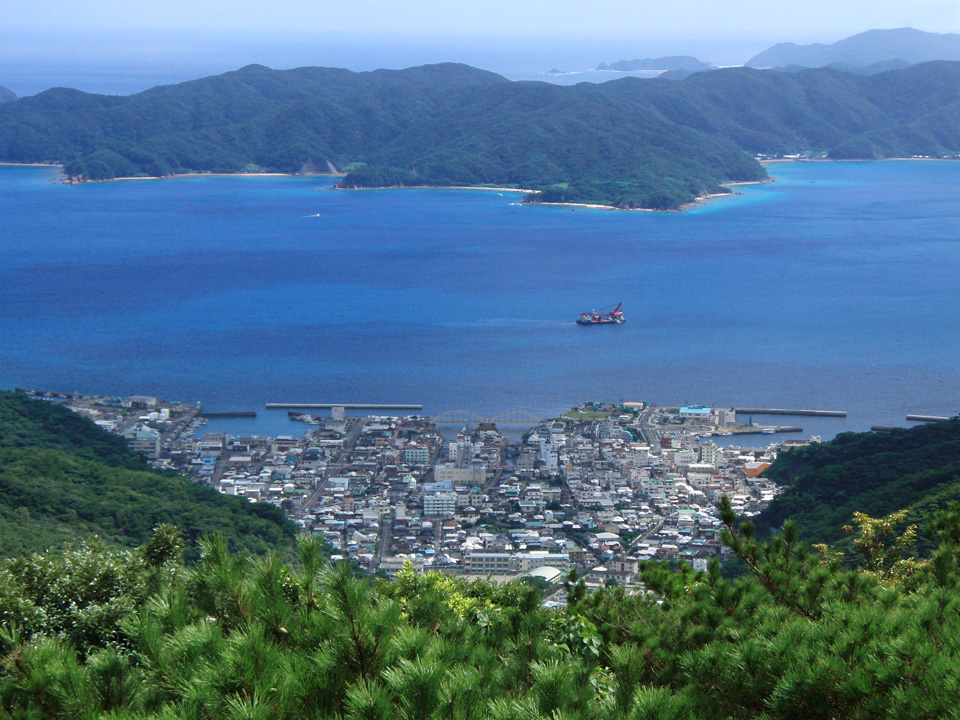
奄美大島の高知山展望台から見た古仁屋の町と大島海峡対岸の加計呂麻島

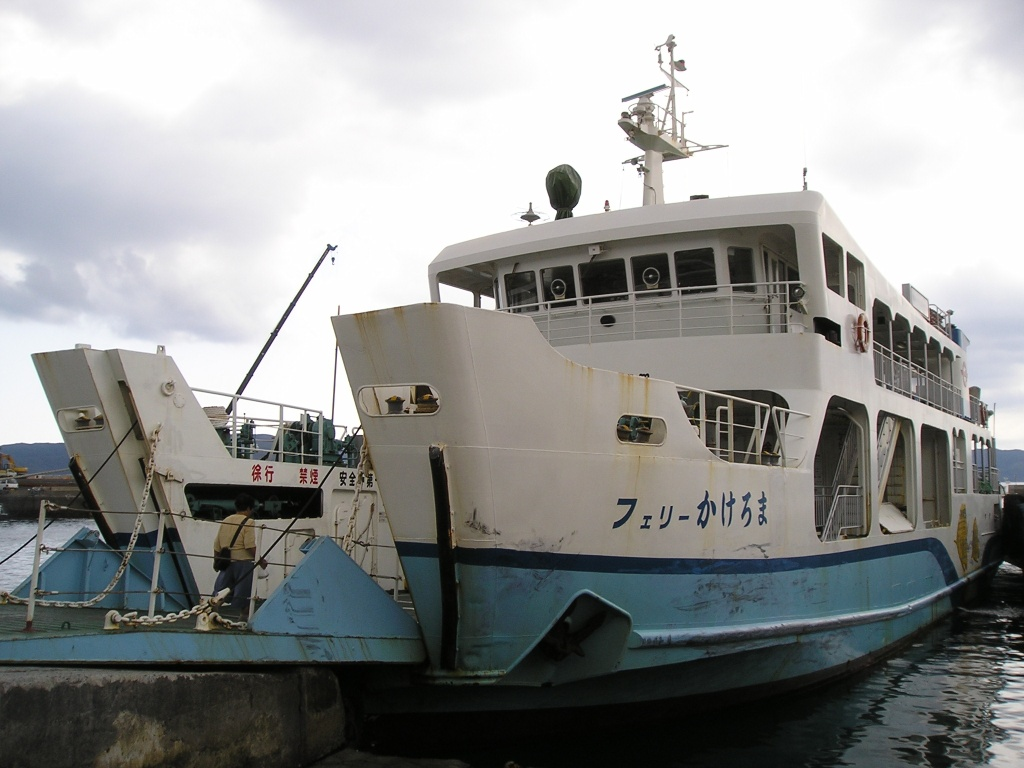
フェリーかけろま（古仁屋港にて）

加計呂麻島（かけろまじま）は、奄美群島内の主要な島、奄美大島から大島海峡を隔ててすぐ南隣にある島で、鹿児島県大島郡瀬戸内町に属する。リアス式海岸の複雑な地形の間に分布するサンゴ由来の真っ白な砂浜とコントラストをなす加計呂麻ブルーと呼ばれる青い海とが特徴的である。美しい自然の景色と人情味のある集落が散在し、映画『男はつらいよ』シリーズ本作最終の第48作「男はつらいよ 寅次郎紅の花」のロケ地にも選ばれた。

## 地理

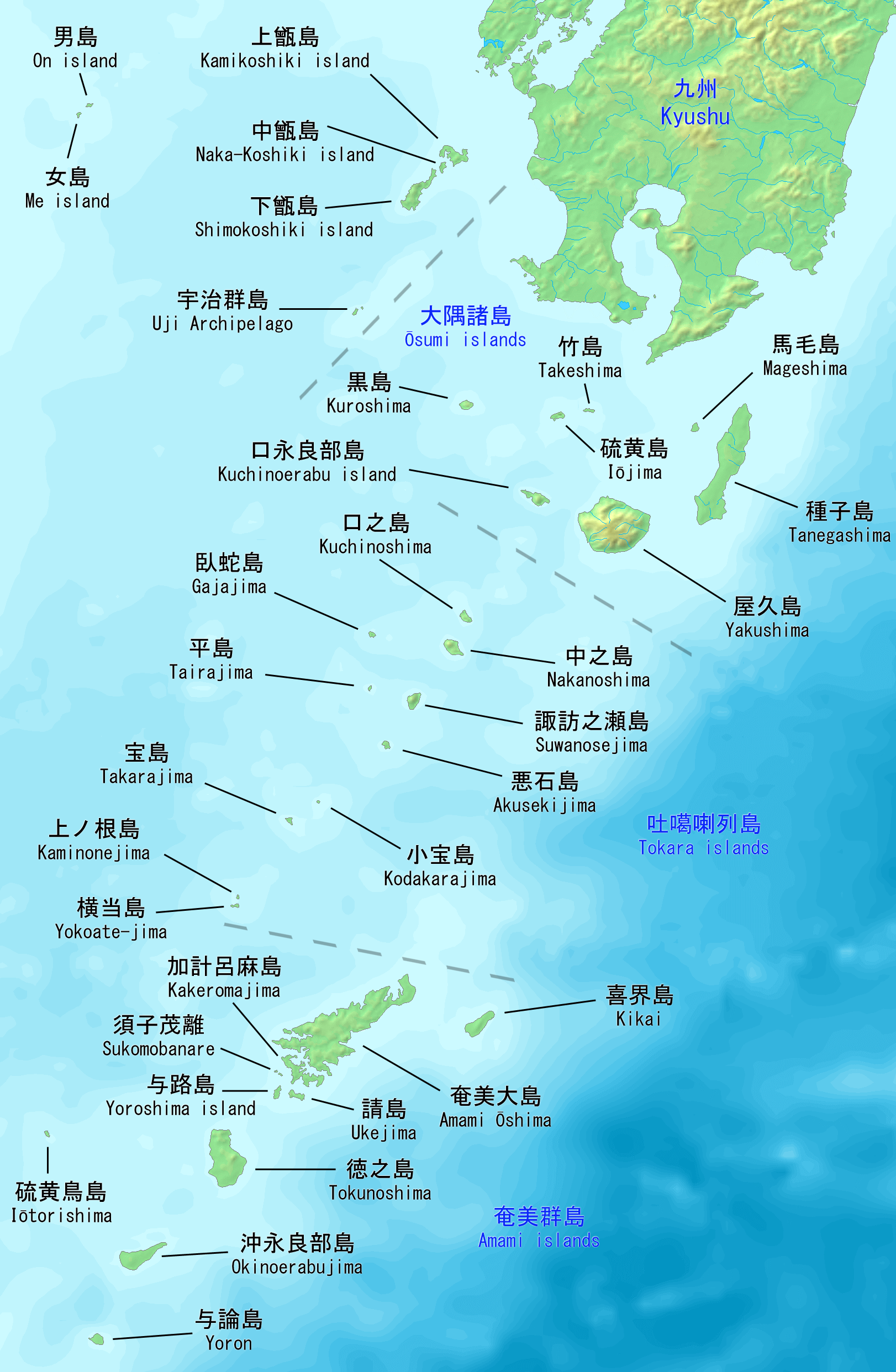
奄美群島（薩南諸島南部）

面積77.25km2で、大島海峡を挟んで奄美大島南岸と向かい合っている。また、地形は細長く海岸線が複雑に入り組んでいるため海岸線長は147.5kmと長くなっている。
島内には小さな集落が30ヶ所程存在し、人口1,212人、世帯数830世帯（2019年4月末現在）。

## 経済
島内には4局の郵便局が存在する。
郵政民営化以前はいずれも特定郵便局であった（集配業務自体は対岸の瀬戸内町の古仁屋郵便局が担当）。
- 諸鈍郵便局
- 西阿室郵便局
- 実久郵便局
- 押角郵便局

## 産業
サトウキビの栽培、漁業。きび酢、黒砂糖の製造。観光（民宿、ペンションなど）。島内に大規模な商店はなく、島民の多くはフェリーかけろまで行ける古仁屋港付近のスーパーマーケットでまとめ買いをする。

## 歴史
島の北側の薩川湾は太平洋戦争中、軍港として栄え大和や武蔵など連合艦隊の戦艦が停泊したことで有名。また島内各所に特攻兵器震洋が配備され、出撃命令を待っていた。このうち、呑ノ浦の第18震洋隊指揮官は島尾敏雄（大尉）であった。
源為朝が琉球に渡る前に上陸した地として伝わっている。為朝の息子とされる実久三次郎のお墓が残っており、神社も建てられている。

## 人口
| 加計呂麻島の人口推移 1955－2015       |
|                                       |
| 「瀬戸内町のあらまし - 瀬戸内町」より |

## 交通
航路
- 加計呂麻島東部の生間（いけんま）、中央部の瀬相（せそう）と奄美大島・古仁屋（こにや）との間に瀬戸内町営「フェリーかけろま」が定期便として1日4往復（瀬相）と3往復（生間）就航するほか、海上タクシー乗合船が10往復（瀬相、「みなみ丸」）と9往復（生間、「でいご丸」、「エリザベス」、「源丸」」）する。古仁屋港でのフェリーと海上タクシーの発着場は100mほど離れている[6]。フェリーは乗用車も利用できるが、積載台数に限りがあるので、予約が望ましい。また、強風による欠航が多く、この場合でも海上タクシーは運行する場合がある[7]。奄美空港からしまバスで古仁屋港に来るには以前は名瀬で乗り継ぐ必要があったが、現在は直行バスが運行されている[8]。
- 古仁屋港には「海上タクシー」が待機しており利用可能。加計呂麻島から利用する場合は、電話で古仁屋から呼ぶことになる[9]。

定期バス
- 加計呂麻バスがフェリーの発着に接続する形で、生間港および瀬相港から島内の各集落へと、毎日1便-4便運行している[10]。
  - 瀬相 - 実久線
  - 瀬相 - 西阿室線
  - 瀬相 - 阿多地線
  - 瀬相 - 佐知克線
  - 瀬相 - 押角 - 生間線
  - 瀬相 - 秋徳 - 生間線
  - 生間 - 徳浜線

レンタカー
レンタカーは生間港および瀬相港付近で業者が営業している。
架橋構想
奄美大島と加計呂麻島の間に橋を架ける構想が存在する。しかしながら、台風の常襲地帯であり橋のかなりの強化が必要であること、海峡の水深が深く橋脚関連の工事が難しいこと、台風時に大型船舶の避泊地になっていることから橋の水面上位置をかなり高くする必要があることなどから、建設に多額の費用を要すると見込まれ、経済効果の大きさに見合わないとして着工に至っていない。

## 病院
- 瀬戸内徳洲会病院巡回診療所（瀬戸内町大字瀬相747-1）[12]

有料老人ホームゆうたけ併設

## 観光地

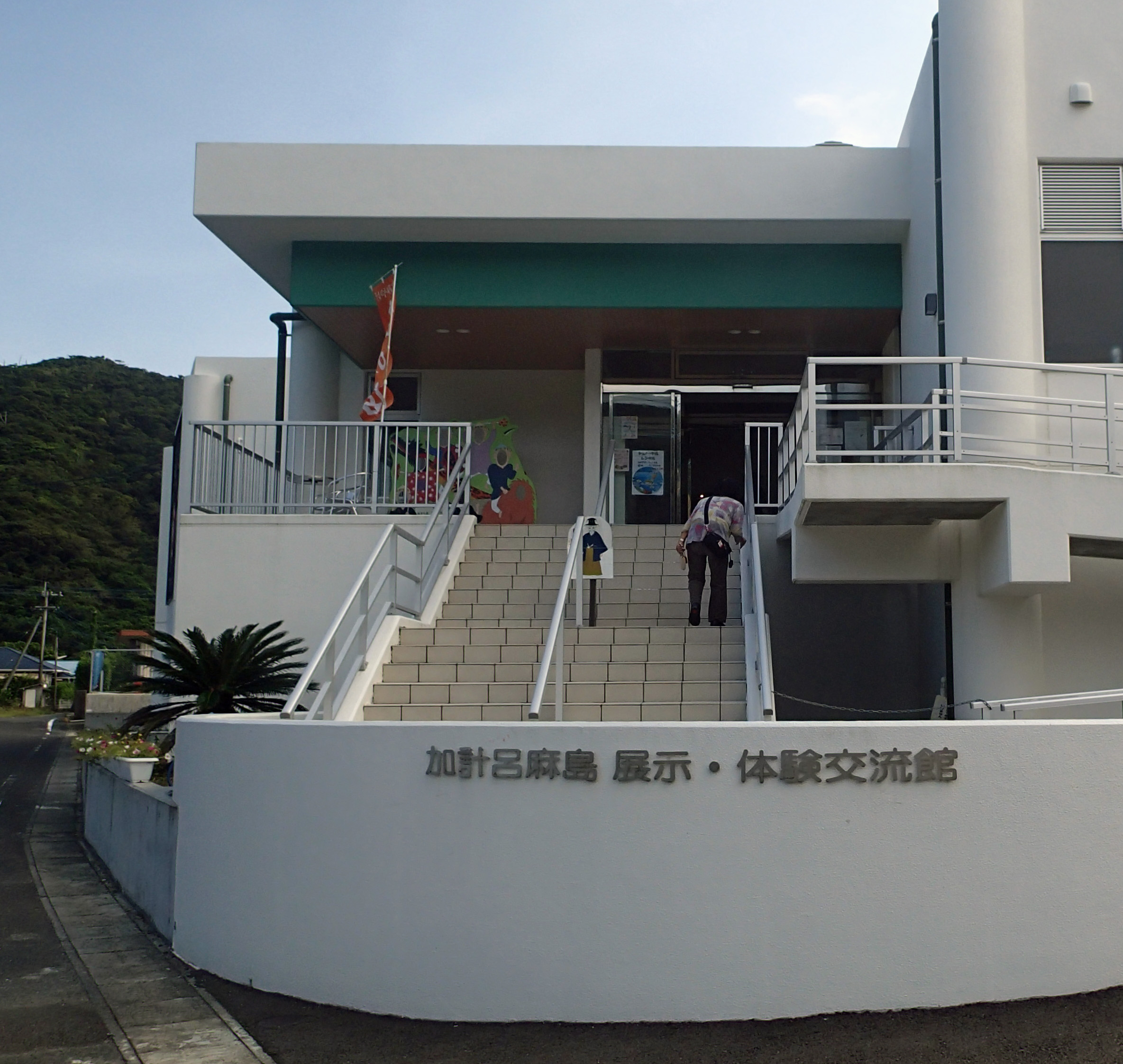
加計呂麻島　展示・体験交流館（諸鈍）

- 諸鈍（しょどん）のデイゴ並木、展示・体験交流館
- 呑之浦（のみのうら）の特攻艇震洋基地跡と島尾敏雄文学碑
- 安脚場戦跡公園
- 大屯神社（おおちょんじんじゃ） - 平資盛を祭る神社。秋に諸鈍シバヤが行われる。
- むちゃ加那の碑 - 悲しい民話、むちゃ加那物語のむちゃ加那とウラトミを弔う碑。
- 於斉のガジュマルの巨木 - 枝が民家を覆うほど大きなガジュマル。映画『男はつらいよ 寅次郎紅の花』のロケ地にもなった。
- 武名のガジュマル[1]
- 嘉入の滝[1]
- 震洋隊基地跡地[1]
- 西阿室のマリア像[1]
- 島内に多くの海水浴に適した海岸やスクーバダイビングスポットがある。
  - 実久海岸[1]
  - 徳浜海岸[1]
  - 須子茂（すこも）海岸[1]
  - スリ浜[1]

## 祭り
- 諸鈍シバヤ - 踊り・村芝居。平家の落人・平資盛が土地の人を招いて. 上演したのが始まりと言い伝えられている。

## ロケ地
- 映画『男はつらいよ 寅次郎紅の花』 - 加計呂麻島は渥美清の遺作ともなった寅さんシリーズ第48作目の舞台となった。島内には、ロケ地記念碑が6箇所（瀬相、諸鈍、於斉、スリ浜、徳浜、勢里）に設置されている。また加計呂麻島に渡る古仁屋港（奄美大島）にも設置されている。
- NHK土曜ドラマ『島の先生』
- 映画『アダン』 - 日本画家田中一村の生涯を描いた2005年、五十嵐匠監督作品。(諸鈍、徳浜、於斉)

## 加計呂麻島出身の人物
- 芝田浩二 - 日本の実業家。ANAホールディングス代表取締役社長。
- 朝崎郁恵 - 唄者（島唄の歌手）。花富集落。
- 徳原大和 - 唄者諸鈍集落。
- 島尾ミホ - 作家。島尾敏雄の妻。
- 昇曙夢 - ロシア文学者。奄美群島返還運動を指導。芝集落の出身。
- シーガン山下 - 歌手。両親が諸鈍集落の出身。

### ゆかりの人物
- 又吉直樹 - タレント・小説家。母親の出身地
- 安田章大 - アイドル・俳優･歌手（関ジャニ∞ ）。父親の出身地